# سيد نصير (قاتل كاهانا)
سيد نصير (ولد في 16 نوفمبر 1955)، هو مواطن مصري المولد أمريكي، حكم ولم يدان في اغتيال الحاخام اليهودي مائير كاهانا في نوفمبر 1990، ثم اعترف بقيامه بالجريمة فيما بعد.

## خلفية
ولد سيد نصير في بورسعيد، مصر عام 1955، وهو فنان متخصص حصل على بكالوريوس كلية الفنون التطبيقية من جامعة القاهرة عام 1979، ثم هاجر إلى الولايات المتحدة عام 1981. وحصل على الجنسية الأمريكية عام 1989. عمل نصير أعمال مختلفة في نيوجيرسي، ومدينة نيويورك. وعمل في مدينة نيويورك، في تصليح مكيفات الهواء بمبني المحاكم الجنائية.

## تفجيرات مركز التجارة العالمي وإغتيال كاهانا
أدين سيد نصير بالتورط في قتل الحاخام مائير كاهانا زعيم حركة كاخ الإسرائيلية المتطرفة في 5 نوفمبر 1990، وحكم عليه بالسجن مدى الحياة. ويحتجز نصير في الحبس الانفرادي في الزنزانة رقم 108، في الدور الأول من الوحدة دي من سجن فلورنس، شديد الحراسة في ولاية كولورادو الأمريكية منذ أغسطس 2002، ويحتجز معه في نفس السجن أيضا قياديون أصوليون حوكموا في نفس قضية تفجيرات نيويورك عام 1993، منهم إبراهيم الجبوني، وفاضل عبد الغني، وطارق الحسن.

## دولة إبراهيم الفدرالية
كشف سيد نصير عن رسائل متبادلة بينه وبين مسؤولين أمريكيين حول فكرته عن إحلال السلام في الشرق الأوسط، التي تعرف باسم دولة إبراهيم الفيدرالية. وقال في رسالة جديدة مطولة تلقتها «الشرق الأوسط» من سجن فلورنس الفيدرالي بولاية كلورادو «شديد الحراسة» الذي يحتجز فيه أيضا الشيخ الضرير عمر عبد الرحمن الزعيم الروحي ل ـ«الجماعة الإسلامية» المصرية المحظورة، وقياديين أصوليين آخرين أُدينوا في قضية تفجيرات نيويورك عام 1993، أن نائب الرئيس الأمريكي ديك تشيني تلقى منه رسالتين وأمر بإيداعهما في ملف نصير الخاص بمصلحة السجون».
وأشار نصير إلى تلقيه ردوداً من نائب الرئيس الأمريكي ديك تشيني وكذلك من أعضاء في مجلس الشيوخ الأمريكي ردّا على مقترحاته الخاصة بإنشاء دولة إبراهيم «لإحلال السلام بين اليهود والفلسطينيين». وقال إن نائب الرئيس الأمريكي ديك تشيني أرسل إلى إدارة سجن كولورادو نسخا من آخر رسالتين أرسلهما إليه إحداهما في أغسطس والأخرى في أكتوبر (تشرين الأول) الماضيين، وأمر أن تحفظ الرسالتين في ملفه الخاص بإدارة مصلحة السجون الأمريكية، وأن يبلغاه فقط أن نائب الرئيس الأمريكي قرأ الرسالتين بنفسه. وأوضح نصير: «أبلغتني إدارة السجن الأمريكي بهذا الأمر شفهيا يوم 16 ديسمبر (كانون الأول) الماضي». وأرسل نصير نسخا من ردود ديان فانشتاين وهي عضو في مجلس الشيوخ الأمريكي على رسائله ومقترحاته لإنهاء العنف في منطقة الشرق الأوسط. وقالت فانشتاين في رسالتها أنها تشعر بالحزن الذي نطقت بها كلمات السجين المصري لتزايد أعمال العنف في الضفة وغزة وإسرائيل. وأضافت: «أن خريطة الطريق قد تكون خطوة مهمة نحو إحلال السلام في الشرق الأوسط». وقال سيد نصير «إن السلام في منطقة الشرق الأوسط مصطلح غير مفهوم، وذلك لأن كلا الجانبين الفلسطيني والإسرائيلي ينظر إلى القضية بشكل مختلف ولن يصلا أبداً إلى تسوية».

## تهديدات داخل السجن
وارسل نصير ضمن رسالته نسخا من رسائل «الكراهية والعنصرية «التي زعم انه يتلقاها بصفة منتظمة في سجنه الاميركي من صهاينة متعصبين، وهم يوجهون اليه الشتائم على فعلته التي ادين بسببها في التسعينات، وهي قتل الحاخام اليهودي مائير كاهانا يوم 5 نوفمبر عام 1990». وقال نصير «من طرائف الاحداث التي مرت بي خلال الاسابيع الماضية هو ان اتباع كاهانا يلاحقونني برسائلهم داخل السجن الاميركي». واضاف ان الرسائل لا تتضمن عناوين للرد عليها، مشيرا إلى انها المرة الأولى منذ وجوده في السجن قبل 13 عاما، التي يتعرض فيها لمثل هذه الحملة من الكراهية والعنصرية. وقالت إحدى الرسائل التي تلقاها نصير وارسلها إلى «الشرق الأوسط»: «ان يوم قتل كاهانا لا يقل تأثيرا عن هجمات سبتمبر (ايلول) 2001». واضافت رسالة أخرى موجهة إلى نصير وبها صورة للحاخام كاهانا: «لقد كان يجب على إسرائيل تدمير الاهرامات في حرب 1973». وتضيف الرسالة: «لقد كان الحاخام كاهانا على حق في موقفه من العرب، وعليك يانصير بعد فعلتك الشنيعة ان تستمتع بسنوات السجن، وكنت اتمنى ان يطلق الشرطي الرصاص على رأسك بدلا من رجلك عقب قتلك لكاهانا».
ويقول نصير «ان الغريب في الامر ان الرسائل التي يتلقاها بها مغالطات لأن صاحبها يدعي ان هناك بعض الآيات القرآنية مثل 20 و21 من سورة المائدة و104 من سورة الإسراء، و32 و33 من سورة الدخان، و16 من سورة الجاثية، ان الاسرائيلين هم شعب الله المختار». وارسل نصير نسخا من تلك الرسائل. ورّد عليها بأسانيد فقهية وشرعية على تلك الادعاءات». وتمضي الرسالة بالقول: «عليك بقراءة قرآنكم الذي تدعي انك تحفظه عن ظهر قلب لتعرف حق اليهود في الحياة، وحجم ما مر بهم من مآس وآلام». واشار نصير في رسالته المكونة من اربع ورقات فولسكاب ومؤرخة بتاريخ 18 يناير (كانون الثاني) الماضي، إلى قصة كتبها بعنوان «الجوهرة المفقودة» واستوحى احداثها من تجارة عناصر «القاعدة» في الماس ومطاردة المباحث الاميركية لعناصر «القاعدة» في ادغال الكونغو. وقال انه كتب القصة لمساعدة اولاده في حياتهم المعيشية على أمل ان يتم نشرها مؤكدا انه لا علاقة لها ب ـ«الإرهاب الإسلامي» على حد قوله. وتتحدث «الجوهرة المفقودة» عن انخراط اصوليين مقربين من «القاعدة» في تجارة الماس في دول غرب افريقيا، والقصة فيها كثير من الخيال الروائي. ورسم نصير برؤية فنية التشابكات بين الاسلاميين بحثا عن الكنز المفقود، ووقوع البعض منهم في ايدي المباحث الاميركية، اثناء عملية التنقل بين دول افريقيا. وارسل نصير وهو فنان متخصص في النحت وخريج قسم التصميمات الصناعية بكلية الفنون التطبيقية بجامعة القاهرة عام 1979، ضمن رسالته صورة من آخر لوحة فنية رسمها في داخل السجن الاميركي مؤرخة بيناير 2004، وموقعة من طرفه، واسم اللوحة «احداث» وهي مرسومة بالحبر الجاف الاسود».
وتعبر اللوحة الفنية عما بداخل الاصولي المصري من مشاعر متضاربة حول ما يمر به العالم من احداث قاتمة. ويقول نصير «اللوحة اردت ان اعبر بها عما اراه في مخيلتي من احداث تمت في الاعوام الماضية، سواء من تهاوي الامبراطورية السوفياتية، وقيود ومعاناة وحروب في شوارع فلسطين، وجبروت عسكري يسيطر على بقاع الأرض، وفي الوقت ذاته تقدم عسكري وتكنولوجي إلى اتساع الهوة بين الاغنياء والفقراء وحب وعطف ومتعة واثارة»

## اعترافه بقتل كاهانا
اعترف نصير فيما بعد بقتل كاهانا وقال في اتصال هاتفي اجراه مع صحيفة «البيان» من سجنه «لومباك» الفيدرالي بولاية كاليفورنيا انه كان يرتدي معطفاً وقت ان كان كاهانا يلقي محاضرة في جمع من اليهود الامريكيين يحثهم خلالها على الهجرة لاسرائيل في اطار مشروعه «الترانسفير» الذي بمقتضاه يتم طرد الفلسطينيين من اراضيهم واحلال اليهود محلهم. واوضح نصير الذي كان يحمل مسدساً في هذه الاثناء انه كان متردداً في الاقدام على العملية غير ان «الحقد الذي كان ينفثه كاهانا ضد العرب والمسلمين» حسم تردده، فخلع المعطف الذي كان يرتديه ووضعه فوق ذراعه فيما كان بمستوى منخفض عن كاهانا، واخفى المسدس اسفل المعطف ثم صوب تجاه الحاخام المتطرف واطلق الرصاص. وقال نصير «بعدها أطلقت الرصاص على كاهانا قتله الله».